# Albert Stoessel
Albert Frederic Stoessel (* 11. Oktober 1894 in St. Louis, Missouri; † 12. Mai 1943 in New York City) war ein US-amerikanischer Komponist und Violinist.

## Leben
Albert Stoessel studierte Musik bei Emanuel Wirth und Willy Heß an der Berliner Hochschule für Musik. Mit 19 begann er seine Karriere als Berufsmusiker mit dem Hessischen Streichquartett und machte Tourneen als Geiger in der Schweiz, in Holland und in Deutschland. 1915 kehrte er für eine Konzerttournee in die Vereinigten Staaten zurück. Er trat mit dem St. Louis Symphony Orchestra und mit dem Boston Symphony Orchestra in Erscheinung und lebte bis 1917 in Boston, während er seine Karriere als Geiger und Komponist fortsetzte.
1917 wurde er in die U.S. Armee einberufen und bekleidete den Grad eines Leutnants in den 301. Infantry American Expeditionary Forces. Außerdem wurde er Leiter der Regimental Band von Camp Devens. 1918 ging Stoessel nach Frankreich mit der 76. Division als Kapellmeister der 301. Er wurde Direktor der, von Walter Damrosch organisierten AEF Kapellmeister Schule von Chaumont (Frankreich).
Nachdem er 1919 entlassen worden war, trat Stoessel als Solist auf mit dem Boston Symphony Orchestra und begleitete Enrico Caruso auf seiner letzten Tournee. 1921 wurde er stellvertretender Dirigent der Oratorio Society of New York unter Walter Damrosch. 1923 wurde er zum Direktor der Fakultät für Musik der New York University, der er sieben Jahre vorstand und an der er 1924 seinen Magister machte. Von dort ging er 1931 an die Juilliard School, wo er den Posten des Direktors der Abteilung für Oper und Orchester bekleidete. 1925 wurde er Dirigent des Worcester Festival of the Worcester (Massachusetts) County Musicalo Association und leitete das Westchester Festival in White Plains, New York, von 1927 bis 1933. Stoessel begann seine Arbeit mit der Chautauqua Institution 1921 als Dirigent und wurde 1929 zum musikalischen Direktor ernannt.
Albert Stoessel verheiratete sich am 27. Juni 1917 mit Julia Pickard Stoessel, die sich ebenfalls in Berlin zur Geigerin hatte ausbilden lassen. Sie hatten zwei Söhne, Edward und Fredric.
Stoessel starb an einem Herzschlag, während eines Konzerts, als er ein Orchester für die American Academy of Arts and Letters in New York dirigierte.
Seit 1931 war er gewähltes Mitglied der American Academy of Arts and Letters.

## Werke
- American Dance, No. 1 in G moll. (No. 2 in E. für Violine & Klavier) / 1917
- Beat! beat! Drums. (Lied in 4 Teilen, Text von W. Whitman) / 1922
- Boston’s own. Marsch. Piano Solo / 1918
- Christmas bells. / 1933
- Comparative table of clefs
- Compositions. Op. 8. No. 1. Wiegenlied. No. 2. Humoresque ... (Violine & Klavier) / 1916
- Concerto Grosso / 1935
- Crinoline. Menuett, etc. (Violine & Klavier) / 1916
- Cyrano de Bergerac. Ein symphonisches Porträt. Für Orchester / 1931
- Early Americana
- Garrick (1936)
- Hymn to Diana. Sketch
- Short studies in double stopping, for the violin through all the keys. / 1940.
- Suite Antique (für 2 Geigen und Klavier) / 1924
- The Technic of the Baton (1919; ursprünglich geschrieben für seine Klassen in Chaumont)
- Virginia reel., [n.p.][19-] Stoessel, Albert, 1894–1943 arr. [from old catalog]